# 9884 Pribram
A 9884 Pribram (ideiglenes jelöléssel 1994 TN3) a Naprendszer kisbolygóövében található aszteroida. Miloš Tichý és Zdeněk Moravec fedezte fel 1994. október 12-én.